# Чемпионат Азии по самбо 2013
Чемпионат Азии по самбо 2013 года прошёл в Сеуле (Республика Корея) 1-2 июня.

## Медалисты

### Мужчины
| Весовая категория | Золото                           | Серебро                             | Бронза                                                        |
| ----------------- | -------------------------------- | ----------------------------------- | ------------------------------------------------------------- |
| до 52 кг          | Беймбет Канжанов · Казахстан     | Зогист Сухчулуун · Монголия         | Чулунбаатар Мягмаржав · Тайбэй Акмаль Мирзобоки · Таджикистан |
| до 57 кг          | Акмалиддин Каримов · Таджикистан | Асхат Шайхиев · Казахстан           | Ким Буг Джун · Республика Корея Баярсайхан Мунхбат · Монголия |
| до 62 кг          | Азамат Шайхи · Казахстан         | Элеман Касымбаев · Кыргызстан       | Ацуто Танака · Япония                                         |
| до 68 кг          | Арман Сасенбин · Казахстан       | Жаркыбал Улу Эдгар · Кыргызстан     | Рааханжан Цеден Иш · Монголия Девачтич Хабибов · Таджикистан  |
| до 74 кг          | Айбек Габдешов · Кыргызстан      | Мамбетзан Улу Урматмам · Кыргызстан | Тому Тории · Япония Далаи Энхболд · Монголия                  |
| до 82 кг          | Азамат Кипчакбаев · Кыргызстан   | Азамхон Жайналобуддин · Таджикистан | Сейя Хойо · Япония Чо Хьюн Чел · Республика Корея             |
| до 90 кг          | Регдел Анхбаатар · Монголия      | Нишанбай Кудайбергенов · Казахстан  | Асулбек Уметалиев · Кыргызстан Бонг Кок Вей · Сингапур        |
| до 100 кг         | Батбаяр Айрун Эрден · Монголия   | Фуркат Назриев · Таджикистан        | Хонг Сунг Юн · Республика Корея Даурен Ессимханов · Казахстан |
| свыше 100 кг      | Ходходи Абкенар Бехнам · Иран    | Кинжо Йосицуне · Япония             | Самат Рысбеков · Казахстан Ким Йонг · Республика Корея        |

### Женщины
| Весовая категория | Золото                            | Серебро                            | Бронза                                                              |
| ----------------- | --------------------------------- | ---------------------------------- | ------------------------------------------------------------------- |
| до 48 кг          | Жумали Кузю Анара · Казахстан     | Айзада Шалапова · Таджикистан      | Равшан Ускимбаева · Казахстан Янг Мин Ха · Республика Корея         |
| до 52 кг          | Гаунар Турманханова · Казахстан   | Анара Жумаликызы · Кыргызстан      | Шимпи Ратнадиптдикамалакар · Индия Пайк Йонг Гун · Республика Корея |
| до 56 кг          | Динара Жумбаева · Казахстан       | Чен Фанг · Китай                   | Нилуфар Авилова · Кыргызстан Фируза Ашурова · Таджикистан           |
| до 60 кг          | Диана Садвокасова · Казахстан     | Эрденечимег Номин · Монголия       | Жадра Адырова · Кыргызстан Бонде Бхагишри Онкар · Индия             |
| до 64 кг          | Раиса Байлиева · Казахстан        | Мухаббат Нодырматова · Таджикистан | Ли Бин · Республика Корея                                           |
| до 68 кг          | Дилдаш Куршбаева · Казахстан      | Берди Кузу Кундуз · Кыргызстан     | Зарина Адилова · Таджикистан                                        |
| до 72 кг          | Дилбархон Султанова · Таджикистан | Абыланскузу Эльзат · Кыргызстан    | Ма Кинг · Китай Оглалхан Ангурова · Казахстан                       |
| до 80 кг          | Алия Жикибаева · Казахстан        | Аралым Мирзанова · Кыргызстан      | Лин Син · Китай                                                     |
| свыше 80 кг       | Янг Я-Чун · Китай                 | Нургайша Нуртаева · Казахстан      | Юуз Туменжаргал · Кыргызстан Мадина Шамсиева · Таджикистан          |

### Боевое самбо
| Весовая категория | Золото                          | Серебро                       | Бронза                                                         |
| ----------------- | ------------------------------- | ----------------------------- | -------------------------------------------------------------- |
| до 52 кг          | Ассет Алдешов · Казахстан       | Баярсайхан Мунхбат · Монголия | Алибек Жусупов · Кыргызстан Пак Йонг · Республика Корея        |
| до 57 кг          | Казбек Супыгалиев · Казахстан   | Айбек Разыков · Кыргызстан    | Зогист Сунчулуун · Монголия Пак Ю Хюк · Республика Корея       |
| до 62 кг          | Толеш Абылай · Казахстан        | Нурлан Ералиев · Кыргызстан   | Сонинхуу Орхонбаатар · Монголия Жон Чунг Ил · Республика Корея |
| до 68 кг          | Абдуназар Купуев · Кыргызстан   | Ким Юнг Жу · Республика Корея | Шовгор Енхавхалан · Монголия Дабааяб Йондонжамц · Тайбэй       |
| до 74 кг          | [ 1 ]                           |                               |                                                                |
| до 82 кг          | Жаныбек Улуу Самат · Кыргызстан | Динар Жараспаев · Казахстан   | Дондогдорж Жавхлантугс · Монголия Шухрат Алимов · Таджикистан  |
| до 90 кг          | [ 1 ]                           |                               |                                                                |
| до 100 кг         | Динар Алымжанов · Кыргызстан    | Аргын Сабиров · Казахстан     | Канболд Ганзориг · Монголия                                    |
| свыше 100 кг      | [ 1 ]                           |                               |                                                                |